# Pornographie hard

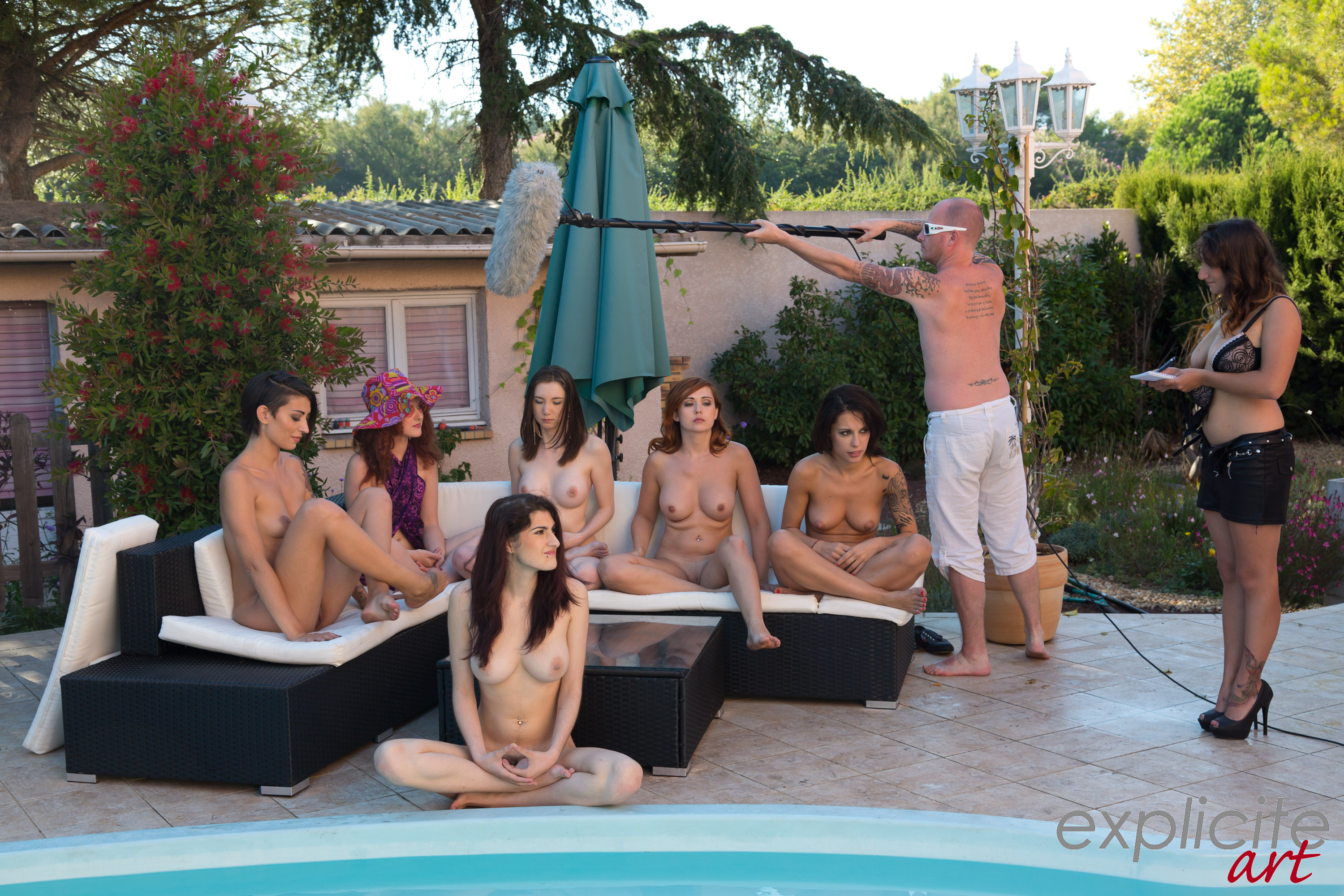
Tournage du film pornographique Des filles libres, de John B. Root.

La pornographie hard ou pornographie hardcore, parfois traduit en français comme pornographie dure (en anglais : hardcore pornography ou hardcore porn), est une forme de pornographie représentant de manière explicite des actes sexuels, souvent non simulés. Ce terme est né au XXe siècle pour distinguer de la pornographie soft. Ce style apparaît souvent sous forme de photographies, de films, dans les magazines et parfois même sous forme de dessins animés. Depuis les années 2000, le porno hard est massivement diffusé sur Internet.

## Légalité
Au XXe siècle, la pornographie hard a largement contribué à une prohibition dans un bon nombre de pays[pas clair]. Les ventes et expositions sont classifiées dans tous les points de vente, bien qu'actuellement ce type de pornographie est facilement téléchargeable sur certains sites Web. Les avertissements (aux moins de 18 ans) et les publicités sont très fréquents dans ce type de vidéo.
La législation sur le porno hard varie d'un État à un autre. Dans la majorité des pays occidentaux, la pornographie a été progressivement légalisée à partir des années 1970, certains États étant plus restrictifs que d'autres. Au Royaume-Uni, la production et la diffusion de vidéos de nature pornographique hard ont été définitivement légalisées en 2000.

## Effets sociaux
L'étude sur la pornographie et les crimes sexuels au Danemark (1970) du criminologue danois Berl Kutchinsky, rapport scientifique pour la « Commission Présidentielle sur l'Obscénité et la Pornographie », démontre que la légalisation de la pornographie au Danemark n'aurait aucun effet influençable dans les crimes sexuels.
De même, une autre étude démontre échantillon de jeunes danois considèrent que la pornographie, notamment hard, aurait eu des effets positifs sur leur vie, sans toutefois déterminer si ces affirmations sont fondées ou biaisées concernant leur véritable impact.